# Vulnerables
Vulnerables es una serie de televisión emitida entre abril de 1999 y diciembre de 2000 por Canal 13, producida por Pol-ka y dirigida por Daniel Barone y Adrián Suar. La primera temporada fue protagonizada por Jorge Marrale, Gustavo Garzón, Inés Estévez, Damián De Santo, Soledad Villamil, Alfredo Casero y Sandra Mihanovich. Coprotagonizada por Carlos Portaluppi, Manuel Vicente, Emilio Bardi, Patricia Castell, Ana Yovino, Carlos Weber, Lito Regúnaga y Miguel Dedovich. También, contó con las actuaciones especiales de Cristina Banegas, Ingrid Pelicori, Gigí Ruá, Mónica Galán y los primeros actores Leonor Manso, Juan Carlos Galván, Adela Gleijer, Adriana Aizemberg y Fernando Siro. La segunda temporada fue protagonizada por Jorge Marrale, Inés Estévez, Damián De Santo, Soledad Villamil, Alfredo Casero, Fernán Mirás, María Leal y el primer actor Alfredo Alcón. Coprotagonizada por Carlos Portaluppi, Antonio Ugo, Rodrigo De La Serna, Paula Siero, Patricia Castell, Emilio Bardi, Pablo Novak y Diana Lamas. También, contó con las actuaciones especiales de Cristina Banegas, Gigí Ruá, Mónica Galán, Mario Pasik y los primeros actores Leonor Manso, Carlos Calvo, Luis Brandoni y Norman Briski.

## Argumento
Un grupo de terapia conducido por el Dr. Guillermo Segura (Jorge Marrale) es el punto de encuentro de varios pacientes con diferentes problemas.
Jimena Soria (Inés Estévez) es una mujer muy inmadura, con una madre absorbente. Roberto Chitti (Alfredo Casero) un hombre con dificultades en relacionarse con las mujeres. Antonio López (Gustavo Garzón), un fotógrafo forense, que no desea aceptar su relación con una mujer policía. Cecilia Fusiak (Soledad Villamil), siempre en problemas para encontrar el hombre correcto. Alejandra Muñoz (Sandra Mihanovich), una personalidad fóbica, no muy segura sobre sus relaciones con hombres. Gonzalo Pierna Molina (Damián de Santo), un adicto a las drogas, con serios problemas con sus padres. Lidia (María Leal), una mujer muy conservadora con un pasado no del todo claro. Y, finalmente, Leopoldo Albarracín (Alfredo Alcón), un hombre de una posición acomodada que ha derrochado su fortuna en el juego.

## Música
Los dos temas principales, "Navegar" de Javier Calamaro y "Sobrevivientes" de Sandra Baylac cantado por Sandra Mihanovich fueron nominados a los Premios Martín Fierro. "Sobrevivientes" ganó el Martín Fierro 2000.

## Elenco

### Principales
| Actor             | Personaje                   | Temporada | Temporada |
| Actor             | Personaje                   | 1°        | 2°        |
| ----------------- | --------------------------- | --------- | --------- |
| Jorge Marrale     | Dr. Guillermo Segura        | Principal | Principal |
| Gustavo Garzón    | Antonio Ernesto López       | Principal |           |
| Alfredo Alcón     | Leopoldo Albarracín Larguía |           | Principal |
| Inés Estévez      | Jimena Soria                | Principal | Principal |
| Damián De Santo   | Gonzalo Pierna Molina       | Principal | Principal |
| Soledad Villamil  | Cecilia Fusiak              | Principal | Principal |
| Alfredo Casero    | Roberto Chitti              | Principal | Principal |
| Sandra Mihanovich | Alejandra Muñoz             | Principal |           |
| Fernán Mirás      | Rubén Salazar               |           | Principal |
| María Leal        | Lidia Moreno                |           | Principal |

### Actuaciones Especiales
- Leonor Manso como María Elena Soria, madre de Jimena
- Gigí Ruá como Adela, madre de Cecilia
- Cristina Banegas como Mercedes, madre de Gonzalo
- Vera Fogwill como Marcela
- Ingrid Pelicori como Silvia, novia de Antonio
- Julieta Ortega como Lucía
- Emilio Bardi como Enzo Chitti, hermano de Roberto
- Patricia Castell como Irma, madre de Roberto
- Mónica Galán como Marta
- Belén Blanco como Florencia, hermana de Gonzalo
- Carlos Portaluppi como Elvio Dominicci, marido de Jimena
- Fernando Siro como Padre de Antonio
- Leandro Regúnaga como José
- Adela Gleijer como Madre de Alejandra
- Juan Carlos Galván como Padre de Alejandra
- Adriana Aizemberg como Tía de Alejandra
- Gipsy Bonafina como Mónica, mujer de Roberto
- Manuel Vicente como Néstor
- Irene Almus como Luisa "Cuca"
- Aníbal Silveyra como Gladys
- Daniel Di Biase como Roque
- Ana Yovino como Analía
- Gabriel Pacheco como José
- Brian Yampolsky como Lucas Segura, hijo del Dr. Segura
- Carlos Weber como Carlos Pierna Molina, padre de Gonzalo
- Enrique Dumont como Gastón, sobrino de Cecilia e hijo de Álvaro
- Paula Canals como Paula
- Nacho Gadano como Pedro
- Víctor Bruno como Ernesto
- Carlos Roffé como Ponce
- Martín Ricci como Ladrón
- Carlos Garric como Director de la escuela de Lucas
- Miguel Dedovich como Álvaro Fusiak, hermano de Cecilia
- Luis Machín como Salasbarry

#### 2.ª temporada
- Luis Brandoni como Julián Albornoz
- Carlos Calvo como José Pérez/Juan Laborde
- Nicolás Cabré como Martín Albarracín Larguía, psicólogo, hijo de Leopoldo
- Mario Pasik como Padre Osvaldo Moreno, hermano de Lidia
- Rodrigo de la Serna como Flavio
- Norman Briski como Don Centurión
- Paula Siero como Sandra, bibliotecaria
- Daniel Miglioranza como Cañizares
- Fabiana García Lago como Dominga, cuñada de Roberto (esposa de Enzo)
- Antonio Ugo como Clemente
- Mónica Scapparone como Beatriz "Bety"
- Pablo Novak como Francisco, hermano de Valeria
- Carlos Bermejo como Calabrese
- Walter Balzarini como Salazar, veterano empleado de Cecilia
- Diana Lamas como Valeria, amiga de Cecilia
- María Pía Galiano como Mirna
- Roxana Berco como Rita, psicoanalista de Gonzalo
- Juan Carrasco como Manfredi
- Ricardo Merkin como Dr. Cifuentes
- Héctor Nogués como Irusta, cliente del cabaret (en donde trabaja Roberto)
- Enrique Dumont como Gastón
- Eugenia Guerty como Verdulera
- Nilda Raggi como Elsa
- Ana María Colombo como Marita
- Coni Marino como Fernanda
- Virginia Lombardo como Benefactora de la parroquia del padre Osvaldo
- Luis Minces
- Pablo Rinaldi como Portero del edificio del Dr. Segura (ep. 21)
- Roberto Franco como Dueño de boliche (ep. 26)
- Javier van de Couter como Intruso en cabaret (ep. 27)

## Premios Martín Fierro
1999
- Mejor Unitario y/o Miniserie (Ganador)
- Mejor Autor y/o Libretista Gustavo Belatti y Mario Segade (Ganador)
- Mejor Director Daniel Barone y Adrián Suar (Nominado)
- Mejor Actriz Dramática Inés Estévez (Ganadora)
- Mejor Actriz de Reparto Leonor Manso (Ganadora)
- Mejor Actor Dramático Jorge Marrale (Nominado)
- Mejor Actor Dramático Alfredo Casero (Nominado)
- Mejor Actriz Dramática Soledad Villamil (Nominada)
- Mejor Banda de Sonido "Navegar" por Javier Calamaro (Nominado)

2000
- Mejor Unitario y/o Miniserie (Nominado)
- Mejor Actor de Unitario Alfredo Alcón (Ganador)
- Mejor Actor de Unitario Jorge Marrale (Nominado)
- Mejor Actriz de Unitario Inés Estévez (Ganadora)
- Mejor Actriz de Unitario Soledad Villamil (Nominada)
- Mejor Actor de Reparto Fernán Mirás (Nominado)
- Mejor Actor de Reparto Nicolás Cabré (Nominado)
- Mejor Actriz de Reparto Leonor Manso (Nominada)
- Mejor Actriz de Reparto Cristina Banegas (Nominada)
- Mejor Actuación Infantil Brian Yampolsky (Nominado)
- Mejor Autor y/o Libretista Gustavo Belatti y Mario Segade (Ganador)
- Mejor Director Daniel Barone y Adrián Suar (Nominado)
- Mejor Banda de Sonido por el tema "Sobrevivientes" de Sandra Baylac cantado por Sandra Mihanovich (Ganadora)